# 新华路街道 (贵阳市)
新华路街道是中华人民共和国贵州省貴陽市南明区下辖的一个街道办事处。
2012年8月14日，贵阳市人民政府通知决定撤销49个街道办事处，设立90个社区服务中心。
2020年1月10日，贵阳市人民政府通知决定撤销社区服务中心，恢复设立街道办事处。

## 行政区划
新华路街道下辖以下村级行政区划单位：
纪念塔社区、新华路社区、甲秀楼社区、兴隆街社区、箭道街社区、电力巷社区和神奇路社区。